# Janik Sambale
Janik Sambale (* 21. Januar 2005 in Holzkirchen) ist ein deutscher Volleyballspieler.

## Karriere
Sambale begann seine Karriere beim TuS Holzkirchen. Von 2023 bis 2025 spielte er mit dem TSV Grafing in der Zweiten Bundesliga Süd. In dieser Zeit wurde er auch zweimal deutscher Meister der U20. 2025 wurde der Außenangreifer vom Erstligisten WWK Volleys Herrsching verpflichtet.